# المعراضة (بعدان)

تعديل مصدري - تعديل

المعراضة محلة تابعة لقرية الموجور، التابعة لعزلة دلال بمديرية بعدان إحدى مديريات محافظة إب في الجمهورية اليمنية، بلغ تعداد سكانها 161 حسب تعداد اليمن لعام 2004.